# Valea Teilor
Valea Teilor – wieś w Rumunii, w okręgu Tulcza, w gminie Valea Teilor. W 2011 roku liczyła 1447 mieszkańców.